# Clímeno (hijo de Céneo)
Clímeno (en griego, Κλύμενος) es el nombre de varios personajes en la mitología griega. Uno de ellos es protagonista de un mito trágico relacionado con el incesto y el castigo divino, conservado principalmente en fuentes tardías como Higino y Partenio de Nicea.
Versión según Higino
Según el autor latino Higino, Clímeno era hijo de Esqueneo y rey de Arcadia. Se enamoró de su propia hija, llamada Harpálice (Ἀρπαλύκη), con quien mantuvo una relación incestuosa. Harpálice dio a luz a un hijo de este vínculo, y en un acto de venganza o desesperación, durante un banquete sirvió a su padre la carne de su propio nieto. Al descubrir el hecho, Clímeno asesinó a su hija.

Versión según Partenio
Una versión más extensa y elaborada aparece en la obra Sufrimientos de amor de Partenio de Nicea. En este relato, Clímeno es presentado como hijo de Téleo, un hombre de Argos, y esposo de Epicaste. Juntos tuvieron dos hijos, Idas y Teragro, y una hija, Harpálice. Esta última, descrita como la más bella de su generación, atrajo la atención de su propio padre. Aunque inicialmente Clímeno reprimió su deseo, finalmente sucumbió a la pasión, y mediante la intervención de la nodriza, logró seducir a su hija en secreto.
Cuando Harpálice alcanzó la edad de casarse, llegó su prometido, Alastor, hijo de Neleo. Aunque Clímeno la entregó al principio, pronto se arrepintió y, en un arrebato de locura, los persiguió, interrumpió su viaje y llevó a la joven de regreso a Argos, donde convivió con ella abiertamente como si fuera su esposa.
Harpálice, atormentada por la situación, asesinó a su hermano menor, lo descuartizó y cocinó su carne. Durante un banquete festivo entre los argivos, sirvió el plato a su padre sin que este lo supiera. Tras revelarse el crimen, la joven rogó a los dioses que la libraran del mundo humano, y fue transformada en un ave llamada calcis. Clímeno, abrumado por la tragedia que había desatado, acabó suicidándose.